# 레미족

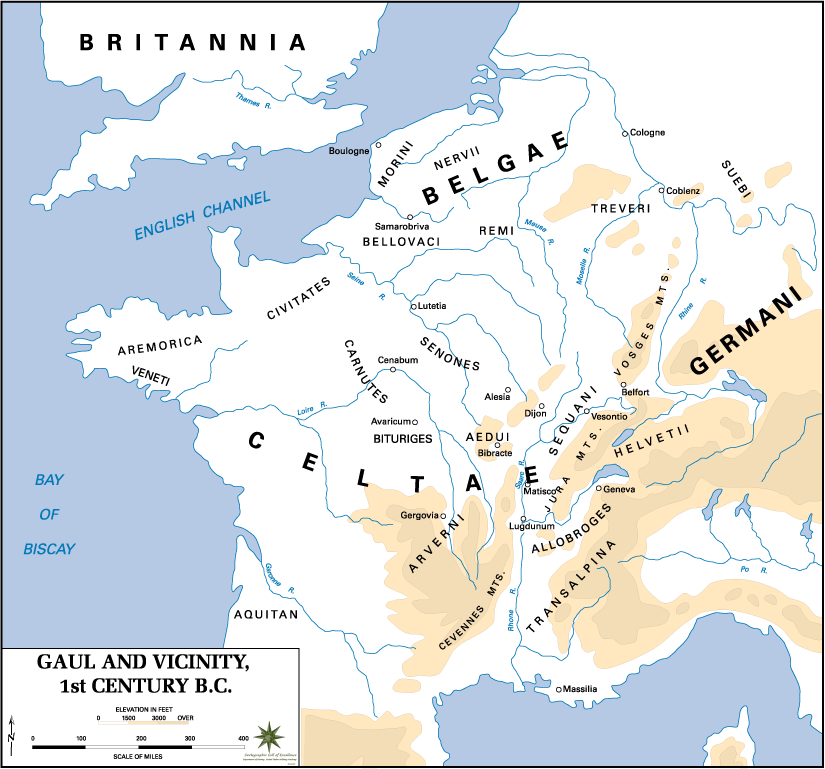
기원전 1세기경의 갈리아 부족의 세력

레미족(Remi)은 기원전 1세기경 갈리아 북동쪽에 살던 벨가이 부족 중의 하나이다. 레미족은 오늘날의 프랑스와 벨기에의 접경지대인 마른 강과 엔 강 상류의 샹파뉴 평원에 살고 있었다.
레미족은 주변의 벨가이 부족들과 경쟁 하였는데 특히 파리시족과 수에시오네스족과 자주 타툼을 벌였다. 기원전 57년 율리우스 카이사르가 갈리아 원정을 시작할 때부터 로마에 우호적인 부족으로 카이사르에게 갈리아 부족과 벨가이인들에 대한 다양한 정보를 제공하고 병력을 차출하여 카이사르의 갈리아 전쟁을 도왔다. 레미족은 끝까지 카이사르를 배신하지 않았고 갈리아 부족중 가장 로마에 충실한 부족이었다.
오늘날 프랑스 샹파뉴 지방의 랭스는 바로 이 레미족의 중심지로 레미족의 이름에서 도시이름이 유래되었다.

## 같이 보기
- 갈리아의 부족들
- 갈리아 전쟁